# Charlotte Forten Grimké
Charlotte Louise Bridges Forten Grimké (Filadélfia, 17 de agosto de 1837 – ?, 23 de julho de 1914) foi uma ativista, poetisa e educadora antiescravista afro-americana. Forten cresceu em uma família abolicionista proeminente na Filadélfia. Ela foi professora por anos, inclusive durante a Guerra Civil, para libertos na Carolina do Sul. Mais tarde, ela se casou com Francis James Grimké, um ministro presbiteriano que liderou uma grande igreja em Washington, D.C. por décadas. Ele era sobrinho das irmãs abolicionistas Grimké e era ativa na defesa dos direitos civis.
Seus diários escritos antes do final da Guerra Civil foram publicados em várias edições no século XX e são significativos como um raro registro da vida de uma mulher negra livre no norte antes da Guerra Civil.

## Início de vida e educação
Forten, conhecida como "Lottie", nasceu em 17 de agosto de 1837 na Filadélfia, Pensilvânia, filha de Mary Virginia Wood (1815-1840) e Robert Bridges Forten (1813-1864).

### Linhagem familiar paterna
Seu pai Robert Forten e seu cunhado Robert Purvis eram abolicionistas e membros do Comitê de Vigilância da Filadélfia, uma rede antiescravidão que prestava assistência a escravos fugitivos. O seu avô paterno era o rico marinheiro James Forten, um abolicionista precoce na Filadélfia.
Suas tias paternas eram Margaretta Forten, Sarah Louisa Forten Purvis e Harriet Forten Purvis, e sua bisavó, Charlotte Vandine Forten, eram todas membros fundadoras da Sociedade Antiescravidão Feminina da Filadélfia.

### Linhagem familiar materna
Enquanto os Forten eram negros livres do norte, a mãe de Charlotte, Mary Virginia Wood, era filha do rico fazendeiro James Cathcart Johnston da plantação Hayes em Edenton, Carolina do Norte, e neta do governador da Carolina do Norte, Samuel Johnston.
Sua avó materna, Edith "Edy" Wood (1795-1846), e sua mãe Mary Virginia eram escravas do capitão James Wood, proprietário do Eagle Inn and Tavern em Hertford, condado de Perquimans, Carolina do Norte. Edy Wood e James Cathcart Johnston tiveram um relacionamento de longa data e tiveram quatro filhas: Mary Virginia, Caroline (1827-1836), Louisa (1828-1836) e Annie E. (1831-1879).
Johnston emancipou Edy e seus filhos em 1832 e os estabeleceu na Filadélfia em 1833, onde alugaram uma casa na Pine Street por dois anos da missionária Sarah Allen, viúva de Richard Allen da Mother Bethel A.M.E. Church da Filadélfia. No ano seguinte, de 1835 a 1836, Edy Wood e seus filhos se hospedaram com Elizabeth Willson, mãe de Joseph Willson, autor de Sketches of Black Upper Class Life in Antebellum Philadelphia.

### Vida familiar e casamento Woods–Forten
Depois do casamento de Mary Virginia Wood em 1836 com Robert B. Forten, sua mãe Edy juntou-se à família Forten e pagou a pensão para seu genro. Quando Mary Wood Forten morreu de tuberculose em 1840, Edy Wood continuou a cuidar de sua neta Charlotte ao lado da tia jovem de Charlotte, Annie Wood, que era apenas seis anos mais velha. Após a morte de Edy Wood em 1846, Charlotte foi criada por vários membros da família Forten-Purvis, e sua tia Annie morava na Cassey House, onde foi adotada por Amy Matilda Cassey.

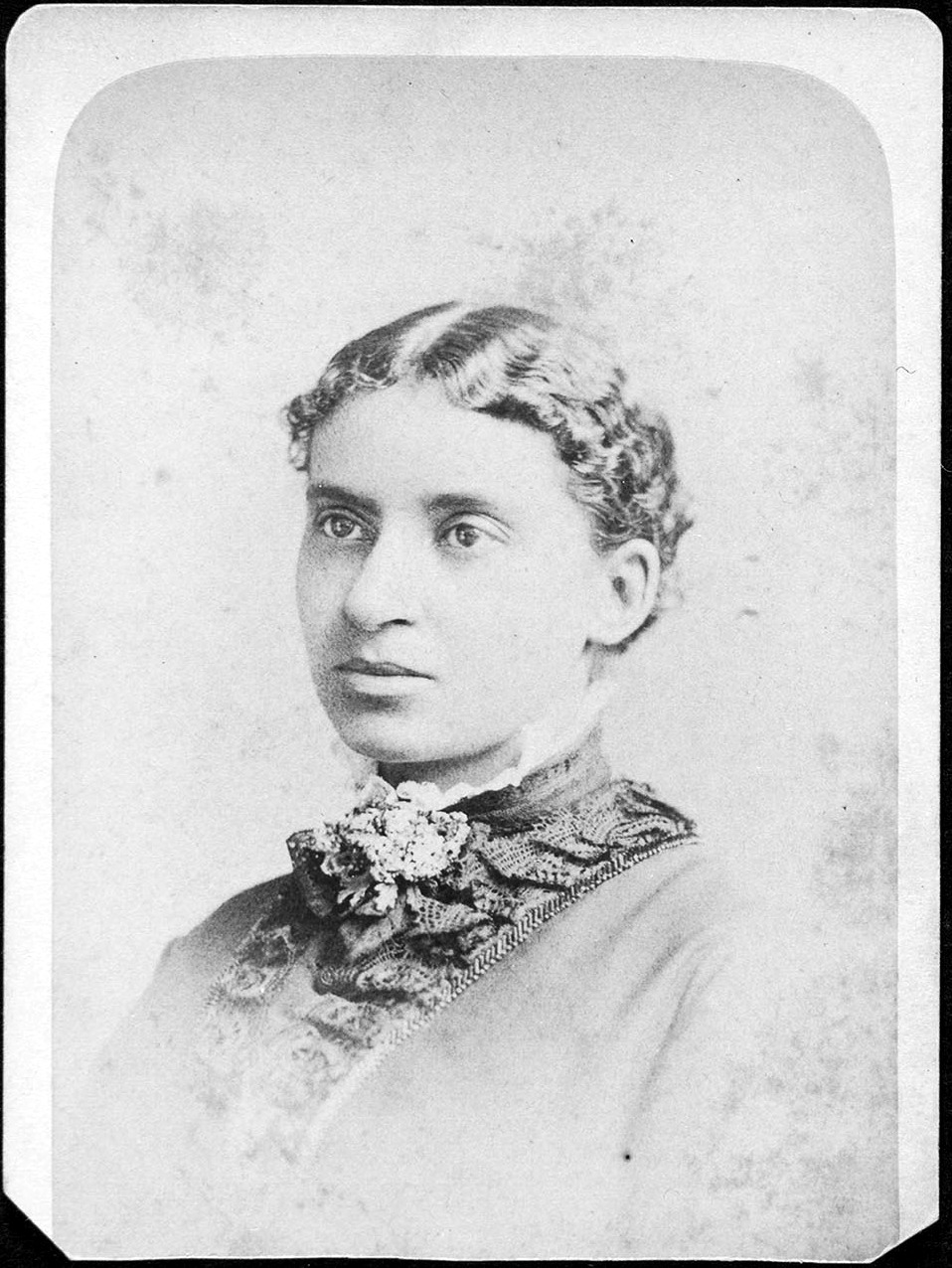
Charlotte L. Forten Grimké em 1870

Em 1854, Forten se juntou à casa de Amy Matilda Cassey e seu segundo marido, Charles Lenox Remond, em Salem, Massachusetts, onde ela frequentou a Higginson Grammar School, uma academia particular para mulheres jovens. Ela era a única aluna não branca em uma turma de 200 pessoas. Conhecida pela ênfase no pensamento crítico, a escola tinha aulas de história, geografia, desenho e cartografia, e colocava ênfase nas habilidades de pensamento crítico. Depois de Higginson, Forten estudou literatura e lecionou na Salem Normal School, que treinava professores. Forten citou William Shakespeare, John Milton, Margaret Fuller e William Wordsworth como alguns de seus autores favoritos. Sua primeira posição como professora foi na Eppes Grammar School em Salem, tornando-se a primeira afro-americana contratada para ensinar alunos brancos em uma escola pública de Salem.

## Ativismo
Forten tornou-se membro da Sociedade Antiescravidão Feminina de Salem, onde se envolveu na construção de coalizões e na captação de recursos. Ela provou ser influente como ativista e líder dos direitos civis. Em 1892, Forten, Helen Appo Cook, Ida B. Bailey, Anna Julia Cooper, Mary Jane Patterson, Mary Church Terrell e Evelyn Shaw formaram a Liga das Mulheres de Cor (Colored Women's League) em Washington, DC. Os objetivos do clube orientado para os serviços eram promover a unidade, o progresso social e os melhores interesses da comunidade afro-americana.
Em 1896, Forten ajudou a fundar a Associação Nacional de Mulheres de Cor. Ela ocasionalmente falava para grupos públicos sobre questões abolicionistas. Além disso, ela organizava palestras de oradores e escritores proeminentes, incluindo Ralph Waldo Emerson e o senador Charles Sumner. Forten conhecia muitos outros proponentes antiescravistas, incluindo William Lloyd Garrison, editor do The Liberator, e os oradores e ativistas Wendell Phillips, Maria Weston Chapman e William Wells Brown. Forten permaneceu ativa em círculos ativistas até sua morte.

## Carreira docente
Em 1856, as finanças forçaram Forten a assumir um cargo de professora na Epes Grammar School em Salem. Ela foi bem recebida como professora, mas voltou para a Filadélfia depois de dois anos devido à tuberculose. Nesse ponto, Forten começou a escrever poesia, grande parte da qual tinha um tema ativista. Sua poesia foi publicada nas revistas The Liberator e Anglo African.
Durante a Guerra Civil Americana, Forten foi a primeira professora negra a se juntar à missão nas Sea Islands da Carolina do Sul conhecida como Experimento de Port Royal. A União permitiu que os nortistas criassem escolas para começar a ensinar os libertos que permaneceram nas ilhas, que se dedicaram a grandes plantações de algodão e arroz. Ela foi a primeira afro-americana a lecionar na Penn School (hoje Penn Center) na Ilha de Santa Helena, na Carolina do Sul. A escola foi inicialmente fundada para ensinar crianças escravas afro-americanas e, eventualmente, crianças afro-americanas libertadas durante a Guerra Civil. As forças da União dividiram as terras, dando lotes para famílias de libertos trabalharem de forma independente. Forten trabalhou com muitos libertos e seus filhos na Ilha de Santa Helena. Durante esse tempo, ela residiu na plantação Seaside. Ela fez crônicas dessa época em seus ensaios, intitulados "Life on the Sea Islands", que foram publicados no Atlantic Monthly nas edições de maio e junho de 1864. Forten fez profunda amizade com Robert Gould Shaw, o comandante do 54.º Regimento de Massachusetts, composto somente por negros, durante a Campanha das Sea Islands. Ela estava presente quando o 54.º atacou Fort Wagner na noite de 18 de julho de 1863. Shaw foi morto na batalha e Forten se ofereceu como enfermeira para os membros sobreviventes do 54.º.
Após a guerra, no final da década de 1860, ela trabalhou para o Departamento do Tesouro dos Estados Unidos em Washington, D.C., recrutando professores. Em 1872, Forten lecionou na escola Paul Laurence Dunbar High. Um ano depois, ela se tornou escriturária no Departamento do Tesouro.

## Casamento e família

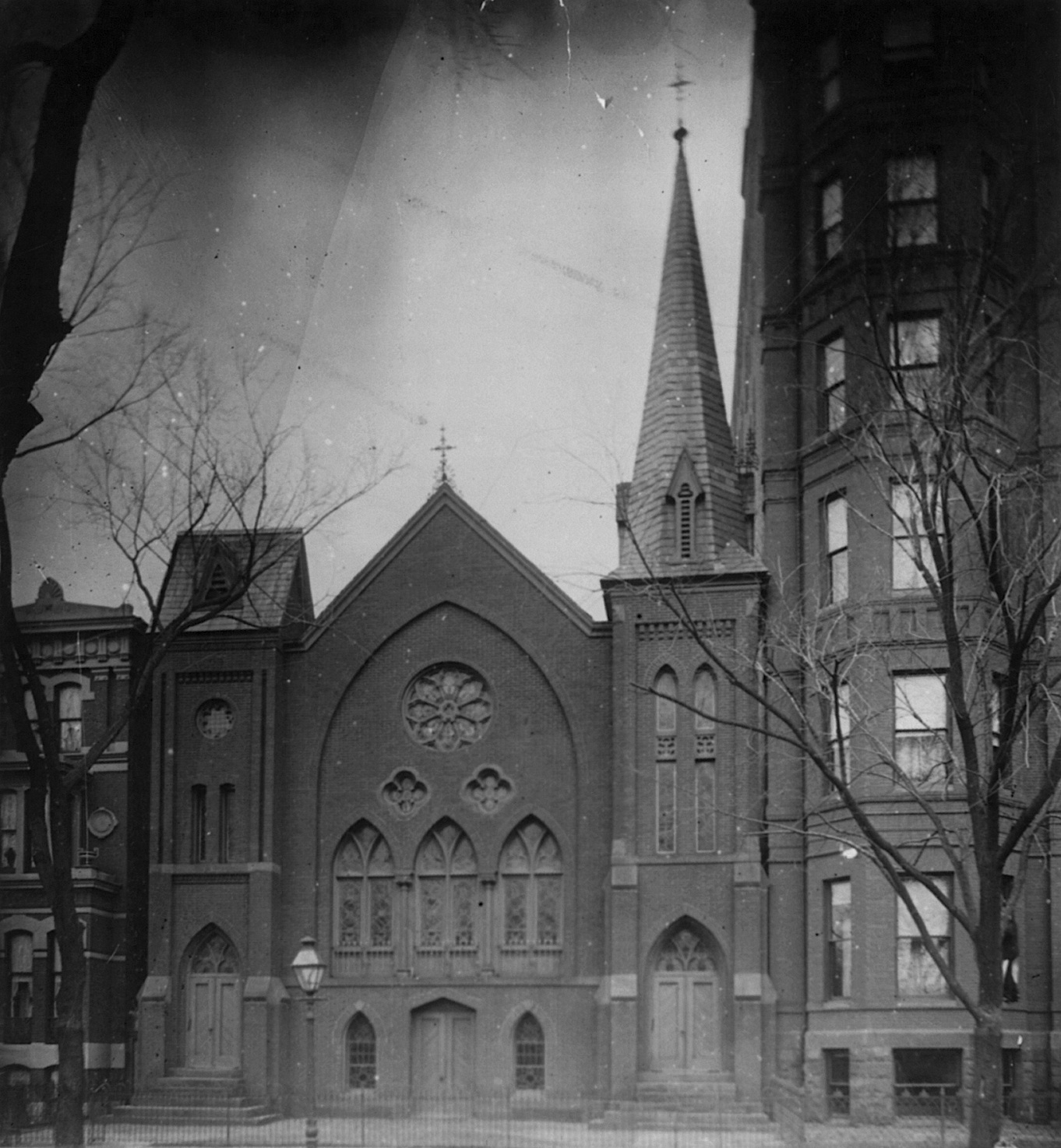
Grimké ajudou com o ministério do seu marido na Igreja Presbiteriana da Rua XV em Washington, DC, mostrada aqui como era em cerca de 1899

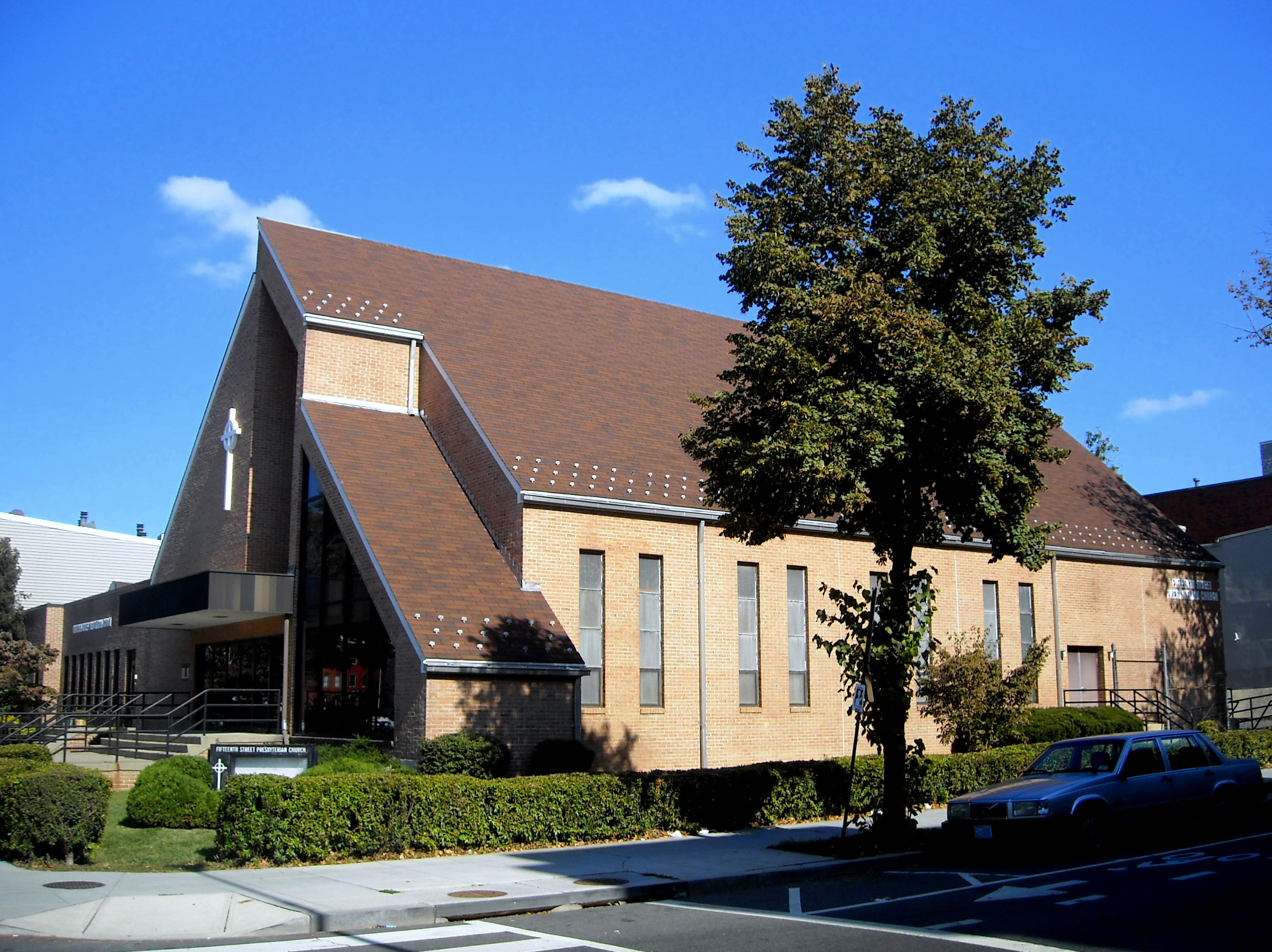
A Igreja Presbiteriana da Rua XV atualmente

Em dezembro de 1878, Forten se casou com o ministro presbiteriano Francis James Grimké, pastor da proeminente Igreja Presbiteriana da Fifteenth Street em Washington, DC, uma importante congregação afro-americana. Ele era sobrinho mestiço das abolicionistas brancas Sarah e Angelina Grimké, da Carolina do Sul. Francis e seu irmão Archibald Grimké eram filhos de Henry Grimké e Nancy Weston (uma mulher de cor). Na época do casamento, Forten tinha 41 anos e Grimké 28.
Em 1 de janeiro de 1880, nasceu a filha de Charlotte e Francis, Theodora Cornelia Grimké, mas a criança morreu menos de cinco meses depois de seu nascimento.
Charlotte Forten Grimké ajudou seu marido em seu ministério, ajudando a criar redes importantes na comunidade, incluindo instituições de caridade e educação. Muitos membros da igreja eram líderes na comunidade afro-americana na capital. Ela organizou um grupo missionário de mulheres e continuou seus esforços de "elevação racial".
Quando o irmão de Francis, Archibald Grimké, foi nomeado cônsul dos Estados Unidos na República Dominicana (1894 a 1898), Francis e Charlotte cuidaram de sua filha Angelina Weld Grimké, que morava com eles na capital. Angelina Grimké mais tarde se tornou uma autora por direito próprio.
Detalhes sobre a saúde e viagens de Charlotte Forten Grimké durante as décadas de 1880 e 1890 estão documentados nas cartas recentemente descobertas de Louisa M. Jacobs, filha da autora de narrativas de escravos fugitivos, Harriet Ann Jacobs.
A Casa de Charlotte Forten Grimké em Washington, DC, está listada no Registro Nacional de Lugares Históricos.

## Escritos
O último esforço literário de Charlotte Forten Grimké foi em resposta ao editorial do The Evangelist, "Relações entre negros e brancos: há uma linha de cores na Nova Inglaterra?". Afirmou que os negros não eram discriminados na sociedade da Nova Inglaterra. Forten Grimké respondeu que os negros estadunidenses alcançaram sucesso acima de extraordinárias probabilidades sociais, e eles simplesmente queriam um tratamento justo e respeitoso.
Charlotte Forten Grimké era redatora de jornais regulares até retornar ao norte, depois de dar aulas na Carolina do Sul. Após seu retorno, suas entradas foram menos frequentes, embora ela tenha escrito sobre a morte da filha e sua vida agitada com o marido. Seus diários são um raro exemplo de documentos que detalham a vida de uma mulher negra livre no norte antes da guerra.
Em seu diário de 14 de dezembro de 1862, Forten fez uma das primeiras referências registradas ao "blues" como um estado de espírito triste ou deprimido. Ela estava ensinando na Carolina do Sul na época e escreveu que voltou para casa de um serviço religioso "com o blues" porque "se sentia muito sozinha e tinha pena de si mesma". Ela logo superou sua tristeza e mais tarde notou certas canções, incluindo uma chamada Poor Rosy, que eram populares entre os escravos. Forten admitiu que não conseguia descrever a maneira de cantar, mas escreveu que as canções "não podem ser cantadas sem um coração cheio e um espírito perturbado". Essas condições inspiraram incontáveis canções de blues e podem ser descritas como a essência do canto de blues.